# Émile Reuter
Émile Reuter (ur. 2 sierpnia 1874 w Luksemburgu, zm. 14 lutego 1973 tamże) – luksemburski polityk. Trzynasty premier Luksemburga, sprawujący urząd od 28 września 1918 roku do 20 marca 1925. W latach 1954–1964 przewodniczący Chrześcijańsko-Społecznej Partii Ludowej (CSV).

## Odznaczenia
- Krzyż Wielki Orderu Korony Dębowej[1]
- Krzyż Wielki Orderu Zasługi Adolfa Nassauskiego[1]
- Wielki Łańcuch Orderu Skanderbega (Albania)[1]
- Wielka Wstęga Orderu Leopolda (Belgia)[1]
- Krzyż Wielki Orderu Gwiazdy Etiopii (Etiopia)[1]
- Wielki Oficer Legii Honorowej (Francja)[1]
- Krzyż Wielki Orderu Lwa Niderlandzkiego (Holandia)[1]
- Krzyż Wielki Orderu Słońca Peru (Peru)[1]
- Wielka Wstęga Orderu Odrodzenia Polski (Polska)[1]
- Medal Wolności z palmą srebrną (Stany Zjednoczone)[1]
- Krzyż Wielki Orderu Piusa IX (Watykan)[1]
- Krzyż Wielki Orderu Świętego Grzegorza Wielkiego (Watykan)[1]
- Krzyż Wielki Orderu Zasługi Republiki Włoskiej (Włochy)[1]
- Krzyż Wielki Orderu Świętych Maurycego i Łazarza (Włochy)[1]
- Krzyż Wielki Orderu Korony Włoch (Włochy)[1]